# Masaki Yokotani
Masaki Yokotani (Prefettura di Kyoto, 10 maggio 1952) è un ex calciatore giapponese, di ruolo difensore.

## Statistiche

### Presenze e reti nei club
| Stagione | Squadra                                | Campionato | Campionato | Campionato |
| Stagione | Squadra                                | Comp       | Pres       | Reti       |
| -------- | -------------------------------------- | ---------- | ---------- | ---------- |
| 1975     | Hitachi                                | JSL        | 18         | 1          |
| 1976     | Hitachi                                | JSL1       | 18         | 0          |
| 1977     | Hitachi                                | JSL1       | 18         | 0          |
| 1978     | Hitachi                                | JSL1       | 15         | 1          |
| 1979     | Hitachi                                | JSL1       | 17         | 0          |
| 1980     | Hitachi                                | JSL1       | 0          | 0          |
| 1981     | Hitachi                                | JSL1       | 14         | 0          |
| 1982     | Hitachi                                | JSL1       | 15         | 0          |
| 1983     | Hitachi                                | JSL1       | 9          | 0          |
|          | Totale Hitachi                         |            | 124        | 2          |
| 1984     | Yokohama TriStar                       | JSL2       | ?          | ?          |
| 1985-86  | ANA Yokohama                           | JSL1       | 1          | 0          |
|          | Totale Yokohama TriStar / ANA Yokohama |            | 1+         | 0+         |